# 罗兰号列车
罗兰号（德語：Roland）是曾运行于德国不来梅至瑞士巴塞尔及意大利米兰间一班国际列车所使用的名称，最早由德意志国铁路自1939年起作为长途快车开行，后因第二次世界大战的爆发而中断；1952年起，列车又以长途列车类别重开，并在1969年升级为全欧快车。随后，列车亦曾被纳入城际列车类别，直至1998年停运。其命名源自不来梅的城市象征、建于1404年的雕像不来梅罗兰，雕像所塑造的人物形象罗兰为查理大帝麾下的十二名圣骑士之一。

## 长途快车
罗兰号最初是在1939年由德意志国铁路作为长途快车（FD）类别开行，使用在当时极具现代化的柴联车提供德国不来梅至瑞士巴塞尔间的服务，并在沿途经停汉诺威、维尔茨堡和法兰克福等地。同时，它可以在汉诺威火车总站与汉堡－慕尼黑间的蓝龙胆号实现中转，从而提供由不来梅至慕尼黑的接驳服务；也可以在维尔茨堡火车总站接驳多瑙信使号（Donaukurier）前往奥地利维也纳。然而随着第二次世界大战的爆发，罗兰号的服务被迫中断。

## 长途列车
1952年，罗兰号作为不来梅至巴塞尔间运行的长途列车（F）类别被德国联邦铁路再度纳入运行图中，并使用德国联邦铁路VT08.5型柴联车担当本务。1963年，列车曾试验性的搭载由机车牵引的客车车厢编组，并在1965年将这一形式常态化。从1965年起，罗兰号可以在巴塞尔瑞士车站与南行（日内瓦方向）的全欧快车莱茵的黄金号实现中转，并在此提供一节联运车厢通往意大利米兰。其后罗兰号的运行线路缩短至曼海姆始发及终到，这项接驳服务被终止。

## 全欧快车
1969年6月1日，罗兰号升级为全欧快车类别，其线路被进一步延长至意大利米兰始发及终到，并途经巴塞尔、卢塞恩及圣哥达山口等地运行。其中南行使用车次为TEE79次，北行使用车次为TEE78次。在运行的头两年，列车在法兰克福－卡尔斯鲁厄区间经停海德堡；在1971年5月23日的运行图调整后，海德堡停站被替换为曼海姆停站。同时，西欧范围内的车次编号也进行了重新调整，罗兰号因此又更改车次为TEE75/74次。以下为列车在1971年的夏季时刻表（当时德国及瑞士使用欧洲中部时间，意大利使用欧洲东部时间，因此基亚索至科莫区间的实际运行时间约为20分钟）：
| 75次 | 75次  | 停靠站         | 74次  | 74次 |
| 里程 | 时刻  | 停靠站         | 时刻  | 里程 |
| ---- | ----- | -------------- | ----- | ---- |
| 0    | 08:23 | 不来梅         | 21:48 | 1176 |
| 122  | 09:18 | 汉诺威         | 20:54 | 1054 |
| 293  | 10:09 | 哥廷根         | 19:49 | 883  |
| 367  | ↓     | 富尔达         | 18:31 | 809  |
| 471  | 12:26 | 法兰克福       | 17:36 | 705  |
| 552  | 13:16 | 曼海姆         | 16:49 | 624  |
| 613  | 13:45 | 卡尔斯鲁厄     | 16:15 | 563  |
| 645  | 13:59 | 巴登-巴登      | 15:59 | 531  |
| 747  | 14:45 | 弗赖堡         | 15:14 | 429  |
| 799  | 15:18 | 巴塞尔（巴登） | 14:43 | 377  |
| 804  | 15:58 | 巴塞尔（瑞士） | 14:25 | 372  |
| 900  | 17:00 | 卢塞恩         | 13:23 | 276  |
| 1070 | 19:15 | 贝林佐纳       | 11:06 | 106  |
| 1099 | 19:42 | 卢加诺         | 10:41 | 77   |
| 1125 | 20:05 | 基亚索         | 10:19 | 51   |
| 1130 | 21:23 | 科莫           | 11:01 | 46   |
| 1176 | 22:00 | 米兰           | 10:26 | 0    |

自1971年9月26日起，罗兰号在南行方向也开始停靠富尔达，而巴登-巴登的停站则被替换为奥芬堡停站。
罗兰号在全欧快车时期使用的客车车厢为莱茵的黄金型车厢，这是德国联邦铁路在1962年专为长途列车莱茵的黄金号所设计及稍作改进的型号，它们也成为德国联邦铁路所担当的全欧快车或城际列车的车厢规范。在牵引机车方面，罗兰号于德国境内在头两年使用德国联邦铁路112型电力机车担当本务，1971年后又更换为德国联邦铁路103型电力机车；瑞士境内使用瑞士联邦铁路4/4 II型电力机车担当；意大利境内则使用意大利国家铁路E656型电力机车担当。而在1975年4月的临时运行图中，列车在巴塞尔－多莫多索拉区间也曾短暂使用过瑞士联邦铁路Ae6/6型电力机车担当牵引任务。

### 临时运行图
1975年4月5日上午，圣哥达铁路在瑞士乌里州境内的瓦森至格舍嫩区间因受雪崩袭击而中断。当日从米兰出发的罗兰号（TEE74次）遂被迫改为经由勒奇山铁路运行，列车于13:38分通过多莫多索拉，并在深夜23:59分抵达不来梅；当受灾区域在同日下午完成积雪清理后，从不来梅出发的TEE75次则仍可以按照常规的路线运行。然而在翌日上午，圣哥达铁路再次受到另外4次雪崩侵袭，乌里州需要关闭线路直至1975年4月10日。罗兰号为此紧急制定了经由勒奇山铁路的临时运行图。在穿越辛普朗隧道时，TEE75次和TEE74次分别需要在布里格停站10分钟及6分钟；而在穿越勒奇山隧道时，TEE74次也需要在施皮茨停留11分钟。以下为列车在临时运行图中的时刻表（因瑞士及意大利的时差问题，布里格至多莫多索拉的实际运行时间约为半小时）：
| 75次 | 75次  | 停靠站         | 74次  | 74次 |
| 里程 | 时刻  | 停靠站         | 时刻  | 里程 |
| ---- | ----- | -------------- | ----- | ---- |
| 804  | 15:58 | 巴塞尔（瑞士） | 14:58 | 409  |
| 843  | 16:23 | 奥尔滕         | 14:23 | 370  |
| 940  | 17:27 | 图恩           | 13:09 | 273  |
| 955  | 17:39 | 施皮茨         | 12:02 | 258  |
| 1056 | 18:49 | 布里格         | 10:43 | 157  |
| 1088 | 20:30 | 多莫多索拉     | 11:06 | 125  |
| 1213 | 22:00 | 米兰           | 09:26 | 0    |

自1979年5月26日起，罗兰号的运行线路被缩短为不来梅－斯图加特间运行，并途经曼海姆及海德堡等地。调整后的列车仅在周一至周五提供服务，其中南行使用车次为TEE91次，北行使用车次为TEE90次。1980年5月30日，罗兰号正式撤出全欧快车类别并停运。

## 城际列车
1981年5月31日，罗兰号作为城际列车类别再次投入服务，并开始搭载二等车厢按1939年的初始线路运行，使用车次为IC572/573次。1985年6月2日，列车北部的终点站改为汉堡火车总站，南部的线路也缩短至法兰克福火车总站终到，车次使用IC502/503次。自1989年5月28日起，罗兰号的运行线路再进行大幅调整，改为在汉堡－科隆区间运行，车次使用IC638/639次。1992年5月31日，随着德国城际铁路网络的改革，罗兰号的西端终点由科隆变为不来梅，东端终点则由汉堡延伸至柏林，车次使用IC642/643次。一年后，列车的西端终点又延长至奥尔登堡。至1998年9月26日，罗兰号列车正式停运。

## 脚註
1. ↑  UIC 1972，第21頁.
2. 1 2  Mertens & Malaspina 2007，第280-281頁.
3. ↑  Cook 1969，第6頁.
4. ↑  Mertens & Malaspina 2007，第281-283頁.
5. ↑  Mertens & Malaspina 2007，第102-111頁.
6. ↑  Mertens & Malaspina 2007，第84-85頁.
7. ↑  Cook 1979，第68頁.
8. ↑  Mertens & Malaspina 2007，第280頁.
9. ↑  Cook 1981，第383頁.
10. ↑  Cook 1998，第6頁.